# Mathigiri
Mathigiri es una ciudad y nagar Panchayat situada en el distrito de Krishnagiri en el estado de Tamil Nadu (India). Su población es de 23129 habitantes (2011). Se encuentra a 53 km de Krishnagiri y a 35 km de Bangalore.

## Demografía
Según el censo de 2011 la población de Mathigiri era de 23129 habitantes, de los cuales 11725  eran hombres y 11404 eran mujeres. Mathigiri tiene una tasa media de alfabetización del 85,80%, inferior a la media estatal del 80,09%: la alfabetización masculina es del 89,88%, y la alfabetización femenina del 82,13%.